# Lijst van voetbalinterlands Filipijnen - Tadzjikistan
Deze lijst van voetbalinterlands is een overzicht van alle officiële voetbalwedstrijden tussen de nationale teams van de Filipijnen en Tadzjikistan. De landen speelden tot op heden acht keer tegen elkaar, te beginnen met een kwalificatiewedstrijd voor de AFC Challenge Cup 2008 die werd gespeeld in Iloilo City op 15 mei 2008. Het laatste duel, een kwalificatiewedstrijd voor de Azië Cup 2027, vond plaats op 10 juni 2025 in New Clark City.

## Wedstrijden
| № | Plaats         | Datum            | Competitie                          | Wedstrijd                 | Uitslag |
| - | -------------- | ---------------- | ----------------------------------- | ------------------------- | ------- |
| 1 | Iloilo City    | 15 mei 2008      | AFC Challenge Cup 2008 kwalificatie | Filipijnen − Tadzjikistan | 0 − 0   |
| 2 | Kathmandu      | 13 maart 2012    | AFC Challenge Cup 2012              | Tadzjikistan − Filipijnen | 1 − 2   |
| 3 | Doesjanbe      | 13 juni 2017     | Azië Cup 2019 kwalificatie          | Tadzjikistan − Filipijnen | 3 − 4   |
| 4 | Manilla        | 27 maart 2018    | Azië Cup 2019 kwalificatie          | Filipijnen − Tadzjikistan | 2 − 1   |
| 5 | Cox's Bazar    | 9 oktober 2018   | Vriendschappelijk                   | Filipijnen − Tadzjikistan | 0 − 2   |
| 6 | Kuala Lumpur   | 8 september 2024 | Vriendschappelijk                   | Filipijnen − Tadzjikistan | 0 − 0   |
| 7 | Songkhla       | 14 oktober 2024  | Vriendschappelijk                   | Tadzjikistan − Filipijnen | 0 − 3   |
| 8 | New Clark City | 10 juni 2025     | Azië Cup 2027 kwalificatie          | Filipijnen − Tadzjikistan | 2 − 2   |

## Samenvatting
| Competitie                     | Totaal gespeeld | Winst Filipijnen | Gelijk | Winst Tadzjikistan | Doelsaldo Filipijnen – Tadzjikistan |
| ------------------------------ | --------------- | ---------------- | ------ | ------------------ | ----------------------------------- |
| Azië Cup-kwalificatie          | 3               | 2                | 1      | 0                  | 8 − 6                               |
| AFC Challenge Cup              | 1               | 1                | 0      | 0                  | 2 − 1                               |
| AFC Challenge Cup-kwalificatie | 1               | 0                | 1      | 0                  | 0 − 0                               |
| Vriendschappelijk              | 3               | 1                | 1      | 1                  | 3 − 2                               |
| Totaal                         | 8               | 4                | 3      | 1                  | 13 − 9                              |

PFF · 
A-internationals · 
Filipijns vrouwenelftal
Afghanistan ·
Australië ·
Azerbeidzjan ·
Bahrein ·
Bangladesh ·
Bhutan ·
Brunei ·
Cambodja ·
China ·
Estland ·
Fiji ·
Guam ·
Hongkong ·
India ·
Indonesië ·
Irak ·
Iran ·
Israël ·
Japan ·
Jemen ·
Jordanië ·
Kirgizië ·
Koeweit ·
Laos ·
Libanon ·
Macau ·
Malediven ·
Maleisië ·
Mongolië ·
Myanmar ·
Nepal ·
Noord-Korea ·
Oezbekistan ·
Oman ·
Oost-Timor ·
Pakistan ·
Palestina ·
Papoea-Nieuw-Guinea ·
Qatar ·
Singapore ·
Sri Lanka ·
Syrië ·
Tadzjikistan ·
Taiwan ·
Thailand ·
Turkmenistan ·
Verenigde Arabische Emiraten ·
Vietnam ·
Zuid-Korea ·
Zuid-Vietnam
TFF · A-internationals · Tadzjieks vrouwenelftal
1994 – 1999 ·
2000 – 2009 ·
2010 – 2019 ·
2020 − 2029
Afghanistan ·
Australië ·
Azerbeidzjan ·
Bahrein ·
Bangladesh ·
Bhutan ·
Brunei ·
Cambodja ·
China ·
Estland ·
Filipijnen ·
Guam ·
Hongkong ·
India ·
Irak ·
Iran ·
Japan ·
Jemen ·
Jordanië ·
Kazachstan ·
Kirgizië ·
Koeweit ·
Libanon ·
Macau ·
Malediven ·
Maleisië ·
Mongolië ·
Myanmar ·
Nepal ·
Noord-Korea ·
Oeganda ·
Oezbekistan ·
Oman ·
Oost-Timor ·
Pakistan ·
Palestina ·
Qatar ·
Rusland ·
Saoedi-Arabië ·
Singapore ·
Sri Lanka ·
Syrië ·
Thailand ·
Trinidad en Tobago ·
Turkmenistan ·
Verenigde Arabische Emiraten ·
Vietnam ·
Wit-Rusland ·
Zuid-Korea